# 고토 마키
고토 마키(後藤真希, ごとう まき, 1985년 9월 23일 ~ )는 일본의 아이돌 가수, 배우이다. 전 헬로! 프로젝트 멤버이며, 전 모닝구무스메 멤버이다. 소속사는 업프런트 에이전시(현 업프런트 프로모션)였으나, 2008년 6월에 에이벡스로 이적하였다. 남편은 일반인이다.
히노데(日出) 고등학교를 중퇴(이후 통신제 고등학교 편입→중퇴)하였으며, 도쿄도 에도가와구 출신이다. 전직 가수 유우키는 친동생이다. 2011년 12월부터 무기한 활동 휴지하였으나, 2014년 6월부터 활동 재개하였다.

## 인물, 에피소드
- 헬로! 프로젝트 멤버 중에서도 스타일이 좋다는 평(評)이 많다. 화보집 등의 그라비아 모체서도 활약했다. 20살을 넘어서는 섹시 노선을 밀어붙이고 있다.
- 모닝구무스메 가입 당시 염색을 한 노랑머리였는데, 학교가 여름방학이라서 염색했다고 말했다.(이점에 대해서 당시 모친은 물론 소속사, 중학교에서까지 욕을 먹었다고 한다) 그 후 그룹의 황금기의 중심적 멤버로 승격하여, 자신의 상징색은 금색이라고 한다.
- 모닝구무스메 가입 당시 이치이 사야카가 교육 담당으로 나섰다. 이것이 첫 교육 담당였으며, 다음해 새 멤버가 들어왔을 때에는 한 사람씩 교육 담당을 맡았다. 고토는 카고 아이의 교육담당을 맡았다.
- 마이크를 잡는 방식이 특이하여, 주로 왼손 새끼손가락을 마이크에 끼우고 평행으로 세운다. 마츠우라 아야가 이런 고토의 습관 때문에 같이 맞추느라 곤란했다고 한다. (참고로 이 방식은 다나카 레이나도 마찬가지.)
- 매스컴에서나 일반인들은 고마키(ゴマキ)라고 부르는 일이 많으나, 본인은 그다지 상쾌하게 생각하지 않고 있으며 곳찡, 곳짱으로 불러주기를 원한다. 이 점을 팬이나 기획사 역시 존중하고 있으나, 헬로! 모닝구의 캐릭터로 '고마키 펭귄', '고마키 참새' 같이 쓰였던 적이 있다. 참고로 본인의 1인칭은 고토라고 한다.
- 헬로! 프로젝트 내에서도 탑 클래스의 운동신경 소유자로 '헬로! 모닝구'에서 실시한 운동신경 테스트에서 거의 완벽한 수치를 기록했다.
- 팔씨름은 쯔지 노조미하고 1,2위를 다툴 정도로 강해서, 야구치 마리가 양팔을 다써도 못이기는 정도. 라이브 등에서도 근육질로 단련된 몸매를 보여주나, 본인은 여성다운 체형을 소망하여 자기 체형이 싫다고 한다.
- 데뷔 당시의 인상, 외모로 봐서는 쾌활하고 어른 같은 일반적 이미지가 있으나, 그와는 달리 철없는 언행이나 과자 만들기와 요리가 취미라는 귀여운 점도 속속 드러난다.
- 헬로! 프로젝트 멤버들을 자기만의 애칭으로 부르는 경향이 있다. (잘 알려진 애칭이 있는데도) 마츠우라 아야(아야야)를 '맛츠', 요시자와 히토미(욧시)를 '요시코', 니이가키 리사(마메, 가키상)을 '니이니이', 미치시게 사유미(사유, 시게상)을 '밋치'라고 부른다.
- 솔로곡 愛のバカやろう가 오리콘 첫 등장 1위 최연소 기록 보유. 기존의 와타나베 마리나(渡辺満里奈)의 15세 11개월에서 당시 고토의 나이는 15세 6개월.
- 오리콘 싱글 랭킹에서 다른 이름으로 1위의 등재횟수가 가장 많은 사람(모닝구무스메, 풋치모니, 고토 마키, 고맛토, 데프.디바).
- 후배인 다나카 레이나에게는 자신의 콘서트 음반 DVD를 선물로 준적이 있다. (사진을 같이 찍은적이 있다.)

## 약력
1999년
- 8월 - 모닝구무스메 2회 추가 오디션에 합격하여 3기 멤버로 가입. 본래 2명이 추가될 예정이었으나(1999년 9월 9일 9명 멤버가 된다고 발표.), 층쿠가 '10년에 한 번 나올까 말까 한 수재' '재능이 뛰어나다'는 이유로 고토 혼자서 합격했다.
- 9월 - 가입 직후 발매된 싱글 'LOVEマシーン'에서, 갑자기 그룹의 센터 포지션을 담당.
- 11월 - 야스다 케이, 이치이 사야카와 3인조로, 그룹 내 유닛 '풋치모니'를 결성, 데뷔. 싱글 'ちょっことLOVE'가 110만장 판매기록.

2000년
- 4월 - TV 도쿄 계열의 헬로! 모닝구。초대 사회자 취임.

2001년
- 3월 - '愛のバカやろう'로 솔로 데뷔. 오리콘 첫 등장 1위.
- 7월~9월 - 연속극 첫 출연 '마리아'(TBS 계열). 네 자매의 막내 역할.

2002년
- 9월 23일 - 17번째 생일을 맞아 모닝구무스메 졸업. 전날 9월 22일에는 생중계!  '고토 마키 모닝구무스메 졸업! 파이널 스테이지' 라는 특집 프로그램 편성. 관객 없는 요코하마 아레나에서 생중계로 열림.
- 11월 - 마츠우라 아야, 후지모토 미키와 유닛 '고맛토' 결성. 싱글 'Shall We Love' 발매.

2003년
- '뮤지컬 켄&메리의 밀가루 온 스테이지', 영화 '청춘 바카친 요리학원'에 각각 출연.
- 12월 31일 - 솔로로써 제54회 NHK 홍백가합전 첫 출장.

2004년
- 10월 - 아베 나츠미, 마츠우라 아야와 유닛 '노치우라 나츠미' 결성. 싱글 '연애전대 시츠렌쟈' 발매(10월 12일 테레비아사히의 음악 프로그램에서 '특수전대 데카렌쟈'와 경연).
- 12월 31일 - '고토 마키 & 마츠우라 아야'로써 제55회 NHK 홍백가합전에 출장. 2회 연속 출장 달성.

2005년
- 대하드라마  '요시츠네' (NHK) 출연(노코 역)
- 1월 10일 - 110번의 날, 경시청(대한민국의 경찰청에 해당)에서 일일 통신지령센터장을 맡았다. 110번[1] 통보를 받는 실제상황 진행.
- 10월 - 아베 나츠미, 마츠우라 아야, 이시카와 리카 하고 '데프.디바' 결성. 싱글 '好きすぎてバカみたい' 발표 오리콘 첫 등장 1위.
- 11월 11일 - 한국, 부산에서 개최된 아시아 최대 음악행사 아시아송 페스티벌에 일본 대표로 참가, 공연. 엔딩 시상식에서 아시아 최고 가수상 수상했음. 한국 대표로는 동방신기, 홍콩 대표로는 진혜림 등 참가. 고토 마키의 첫 한국 공연이 되었음.
- 12월 31일 - 데프.디바와 모닝구무스메 드림팀으로써 3회 연속 홍백가합전 출장.

2006년
- 2월 - 급성장염 발병, 무대 '하로프로 온 스테이지'(2월 15일~19일) 불참. 21일 복귀.
- 4월 8일~5월 7일 - 쯔지 노조미와 비유덴과 함께 하로☆프로 파티 2006 ~고토 마키 캡틴 공연 투어 참가.
- 6월 - 고토 마키 시크릿 라이브(Secret Live) (싱글 '가라스노팜프스' 구입자 특전 이벤트)에서 처음으로 라이브하우스에서 솔로 라이브를 개최.
- 9월 - 대한민국에서 현지 팬 1200명과의 이벤트 개최(서울시 광진구 소재 나루아트센터). 동시에 한국에서 발매하는 베스트 앨범 프로모션 활동 실시.
- 11월 - 한국에서 자신의 첫 라이브 개최(서울시 광진구 소재 MelonAX).
- 12월 - 샌디스크의 MP3 플레이어 SanSa의 이미지 캐릭터로 기용되다.

2007년
- 1월 24일 - 모닝구무스메 10주년을 기념하는 '모닝구무스메 탄생 10년 기념대'에 3기 멤버로써 참가. 싱글 '僕らが生きる MY ASIA'를 발매.
- 3월 13일 - 베이징에서 개최된 '중일 슈퍼라이브'(중일 국교정상화 35주년 기념 중일 문화스포츠 교류의 해 개막 이벤트) 참가.
- 4월 11일 - 총리대신관저에서 행해진 중국 원자바오 총리의 일본 방문을 환영하는 디너쇼에 참가하여, 아베 신조 수상 앞에서 '僕らが生きる MY ASIA'를 솔로로 공개.
- 4월 24일~30일 - 극단 시니어 그래피티의 무대 쇼와(소화) 가요 시어터 요코스카 스토리에서 초대 좌장을 맡았다.
- 10월 28일 - 자신의 친동생 고토 유우키가 강도상해혐의로 체포되어 멤버들에게 폐를 끼친 점을 미뤄, 활동 방향의 상이함을 이유로 헬로! 프로젝트 졸업 발표.
- 12월 11일 - 블로그 폐쇄.

2008년
- 3월 25일 - 블로그 재개. 미국 LA 생활을 전달.
- 6월 1일 - 소속사를 업프런트 에이전시(현 업프런트 프로모션)에서 에이벡스로 이적, 음반 레이블을 피콜로타운(PICCOLO TOWN)에서 리듬존(Rhythm Zone)으로 이적한다고 발표.
- 6월 22일 - 에이벡스의 6월 정기주주총회 대상 라이브에서 등장.
- 8월 24일 - a-nation'08 콘서트 오사카 공연에서 자신이 작사한 곡 'Hear Me'등 2곡을 공개.
- 8월 31일 - 아지노모토 스타디움에서 개최된 상기 동공연에 출연해 오사카 공연과 같은 세트 리스트를 공개했다.

2009년
- 1월 5일 - J-WAVE의 프로그램 PLATOn 내의 코너 'SWEET BLACK GIRLS'가 스타트했다. 네비게이터를 맡고 있다.
- 1월 21일 - mixi발의 20대 여성취향 프로젝트 'SWEET BLACK'에 참가.
- 3월 7일 - 도쿄 걸즈 콜렉션에 모델로서 출연.
- 3월 8일 - 코베 콜렉션에 출연.
- 3월 22일 - JFW 전야제에 출연.
- 5월~7월 - HOUSE NATION Ruby tour에 게스트 참가.
- 8월 7일 - 아따라 은어 축제 전야제의 새로 등장. Candy, TEAR DROPS, CRAZY IN LOVE, Golden LUV를 노래함.
- 8월 - a-nation09에 슈팅 행위로서 출연. 아이치 공연과 도쿄 공연에서는 Candy와 Golden LUV를, 오사카 공연에서는 Candy와 QueenBee를 노래함.
- 8월 19일 - TEAR DROPS가 mixi 드라마 '온냐。'의 주제가로 정해진다.
- 9월 25일 - Queen Bee(미니 앨범 수록곡)가 다운타운 DX의 10월 11월의 엔딩 테마로 정해진다.
- 9월 30일 - 라디오 SWEET BLACK GIRLS가 종료.
- 10월 2일 - with...(미니 앨범 수록곡)가 테레비도쿄 드라마 여왕의 엔딩 테마로 사용됨.
- 10월 11일 - 다카사키 음악제 2009 Love&Live!!에 출연. Candy, TEAR DROPS, CRAZY IN LOVE, Golden LUV, with...를 노래함.
- 11월 2일 - 자신이 소속하는 라벨의 클럽 이벤트 Rhythm Nation -night moods-에 출연.
- 12월 12일 -　Scawaii! NIGHT X'MAS PARTY에 참가.
  - 공식 페이지에 의하면 첫 여성 한정 이벤트에 출연. Fly away, With..., CRAZY IN LOVE를 노래함.
- 12월 23일 - NEXT MOVEMENT GRAND FINAL에 게스트 라이브로 참가.
  - Fly away,CRAZY IN LOVE를 노래함.

2010년
- 1월 24일 - 고토의 어머니 토키코 씨가 도쿄 에도가와구 자택 앞에 피를 흘리며 쓰러진 채 발견, 가까운 병원으로 후송됐지만 끝내 사망했다. 그리하여 잠시 활동을 중단하였다.
- 6월 3일 - 활동 복귀.

2011년
- 6월 22일 - 2012년 1월부터 예능 활동을 중단할 것을 발표[2].
- 10월 16일 - 나카노 선플라자에서 개최되는 '드림 모닝구무스메。콘서트 투어 2011 가을의 무용 ~속·졸업생 DE 재결성~'에 쯔지 노조미와 함께 등장[3].
- 10월 17일 - 블로그 개설(기간 한정은 11월 7일까지).
- 10월 19일 - '아야노코지 쇼＜아이아이카사＞고토 마키'로서 싱글 'Non stop love 夜露死苦!!'를 발매.
- 11월 2일 - 에이벡스 이적 후 첫 앨범 '愛言葉(VOICE)'를 발매.
- 12월 4일 - 마쿠하리 멧세에서 이적 후 첫 솔로 라이브 'G-Emotion Final'를 실시한다. 밤낮 2회 공연으로 1만명을 동원. 이 날부터 활동 휴지 기간에 들어간다.

2012년
- 3월 10일 - 일본 무도관에서 개최되는 '드림 모닝구무스메。스페셜 LIVE 2012 일본 무도관 ~제1장 종막「용사들, 집합하라」~'에 서프라이즈 게스트로서 출연[4][5]. 활동 휴지 기간 중이였으나, 3개월 만에 스테이지에 참가했다.

2014년
- 4월 28일 - 2년 만에 블로그 재개.
- 6월 16일 - 자신의 블로그에서 6월 25일부터 시작하는데 큐레이션 매거진 'Alifis(알리피스)'의 수석 큐레이터에 취임한 것을 발표, 2년 반 만에 예능 활동을 본격 재개.
- 7월 21일 - 스포츠 닛폰은 고토가 3살 연하의 일반 남성과 결혼할 예정이라고 보도했다. 22일에 블로그에서 결혼을 발표.
- 12월 7일 - 첫째 아이 여아를 출산.

2016년
- 10월 31일 - 둘째 아이 임신을 자신의 블로그에서 발표.

2017년
- 3월 24일 - 둘째 아이 남아를 출산.

## 음악

### 싱글
1. 愛のバカやろう(사랑의 바보) - 2001년 3월 28일
2. 溢れちゃう…Be in love(넘칠것 같아…Be in love) - 2001년 9월 19일
3. 手を握って歩きたい(손을 잡고 걷고싶어) - 2002년 5월 9일
4. やる気！It's Easy(할 마음! It's Easy) - 2002년 8월 21일
5. サントワマミー/君といつまでも(Sans Toi Ma Mie, 너 없이/너와 언제까지나)- 2002년 12월 18일
6. うわさのSexy guy(소문의 Sexy guy) - 2003년 3월 19일
7. スクランブル(Scramble) - 2003년 6월 18일 + | 2001년 3월 28일
8. 抱いてよ! PLEASE GO ON(안아줘! PLEASE GO ON) - 2003년 8월 27일
9. 原色GAL 派手に行くべ!(원색적인 소녀여 화려하게 나가요) - 2003년 11월 27일
10. サヨナラのLove song(작별의 Love song) - 2004년 3월 17일
11. 横浜蜃気楼(요코하마 신기루) - 2004년 7월 7일
12. さよなら「友達にはなりたくないの」(안녕, 친구가 되고 싶지 않아) - 2004년 11월 17일
13. スッピンと涙。(맨얼굴과 눈물) - 2005년 7월 6일
14. 今にきっと…In My Life(지금 분명…In my life) - 2006년 1월 25일
15. ガラスのパンプス(유리 펌프) - 2006년 6월 7일
16. Some boys! Touch - 2006년 10월 11일
17. シークレット(Secret, 비밀) - 2007년 4월 11일

이상, 특히 표기가 없는 것은 모두 층쿠의 작사 · 작곡이다.

### 디지털 싱글
1. What is LOVE/SCANDALOUS - 2011년 7월 20일
2. CLAP CLAP - 2024년 7월 31일

- SWEET BLACK feat. MAKI GOTO 명의

1. Fly away - 2009년 1월 21일
2. Lady-Rise - 2009년 2월 25일
3. With... - 2009년 4월 27일

### 앨범
1. マッキングGOLD(1) - 2003년 2월 5일
2. ペイント イット ゴールド(황금으로 칠하기) - 2004년 1월 28일
3. 3rd ステーション(3rd Station) - 2005년 2월 23일
4. How to use SEXY - 2007년 9월 19일
5. 愛言葉(VOICE)(사랑말(VOICE)) - 2011년 11월 2일

### 미니 앨범
1. SWEET BLACK - 2009년 9월 16일 - SWEET BLACK feat. MAKI GOTO 명의
2. ONE - 2010년 7월 28일
3. Gloria - 2011년 1월 12일
4. LOVE - 2011년 5월 4일
5. prAyer - 2024년 9월 4일

### 베스트 앨범
1. 後藤真希 プレミアムベスト(1)(고토 마키 프리미엄 베스트) - 2005년 12월 14일
  - 2006년 9월 9일 한국 라이센스반 발매
2. 後藤真希 COMPLETE BEST ALBUM 2001-2007 ～Singles & Rare Tracks～(고토 마키 COMPLETE BEST ALBUM 2001-2007 ~Singles & Rare Tracks~) - 2010년 9월 22일

### 디지털 앨범
1. Song of You and Me! - 2022년 11월 2일

### 한국 발매
1. Goto Maki/G-Emotion/Single Collection(3cd+1dvd) I〜V - I,II : 2006년 11월 17일, III : 2006년 12월 21일, IV : 2007년 1월 24일, V : 2007년 2월 27일

### 기타 CD
1. ごちゃまぜLOVE - 2001년 2월 14일 (FC한정 솔로 싱글)
2. 「けん&メリーのメリケン粉オンステージ!」オリジナルキャスト盤(켄&메리의 메리켄분 온스테이지! 오리지날 캐스트반) - 2003년 3월 5일
3. Maki Goto Special Edition for Hawaii - 2004년 3월 10일
4. Maki Goto 2005 Special Edition for Hawaii - 2005년 12월 21일
5. CARRY THE LIGHT - 2006년 11월 22일
6. Golden LUV feat. MAKI GOTO / ravex - 2009년 2월 18일
7. Fly Away House Nation Mix / HOUSE NATION - 2009년 4월 8일
8. CRAZY IN LOVE / DJ MAYUMI feat.MAKI GOTO with FALCO&SHINO - 2009년 7월 29일
9. Plastic Lover (Club Mix) / SWEET BLACK feat. MAKI GOTO - 2009년 8월 5일
10. HbG×DJ MAYUMI GIRLS COLLECTION - 2010년 1월 13일
11. Non stop love 夜露死苦!! - 2011년 10월 19일 - 아야노코지 쇼＜아이아이카사＞고토 마키 명의

### DVD/VHS (싱글)
1. 싱글V「サン・トワ・マミー/君といつまでも」 - 2003년 2월 5일
2. 싱글V「うわさのSEXY GUY」 - 2003년 3월 19일
3. 싱글V「スクランブル」 - 2003년 6월 18일
4. 싱글V「抱いてよ! PLEASE GO ON」 - 2003년 8월 27일
5. 싱글V「原色GAL 派手に行くべ!」 - 2003년 11월 27일
6. 싱글V「サヨナラのLOVE SONG」 - 2004년 3월 17일
7. 싱글V「横浜蜃気楼」 - 2004년 7월 7일
8. 싱글V「さよなら「友達にはなりたくないの」 - 2004년 11월 17일
9. 싱글V「スッピンと涙。」 - 2005년 7월 21일
10. 싱글V「今にきっと…In My LIFE」 - 2006년 2월 1일
11. 싱글V「ガラスのパンプス」 - 2006년 6월 21일
12. 싱글V「SOME BOYS! TOUCH」 - 2006년 10월 25일
13. 싱글V「シークレット」 - 2007년 4월 25일

### DVD (PV집)
1. 後藤真希 シングルVクリップス① - 2003년 12월 10일
  - 「愛のバカやろう」부터「原色GAL 派手に行くべ!」까지의 PV에 수록.

### DVD/VHS (콘서트)
1. FS3 LIVE (2003년 2월 26일)
2. 後藤真希ファーストコンサートツアー2003春～ゴー!マッキングGOLD～ - 2003년 7월 24일
3. 後藤真希コンサートツアー2003秋～セクシー!マッキングGOLD～ - 2004년 2월 25일
4. 後藤真希コンサートツアー2004春～真金色に塗っちゃえ!～ - 2004년 9월 15일
5. 後藤真希コンサートツアー2004秋～あゝ真希の調べ～ - 2005년 1월 26일
6. 後藤真希コンサートツアー2005秋～はたち～ - 2006년 1월 18일
7. ハロ☆プロ パーティ～!2006 ～後藤真希キャプテン公演～ - 2006년 7월 5일
8. Maki Goto SECRET LIVE at STUDIO COAST - 2006년 10월 11일
9. 後藤真希 LIVE TOUR 2006～G-Emotion～ - 2007년 2월 21일
10. ハロ☆プロ オンステージ!2007 『Rockですよ!』 - 2007년 4월 25일
11. 後藤真希 LIVE TOUR 2007 G-EmotionⅡ～How to use SEXY～ - 2007년 11월 28일
12. a-nation'08～avex ALL CAST SPECIAL LIVE～ - 2008년 11월 26일
13. a-nation'09～BEST HIT LIVE～ - 2009년 11월 18일
14. a-nation for Life BEST HIT LIVE - 2011년 12월 21일
15. G-Emotion FINAL～for you～ - 2012년 3월 7일

### DVD/VHS (그 외)
1. ミュージカル「けん&メリーのメリケン粉オンステージ！」ビデオ＆DVD - 2003년 5월 21일
2. ごっちんのメール日記＆お料理教室～メイキングオブ「青春ばかちん料理塾」 - 2003년 10월 21일
3. 青春ばかちん料理塾 - 2004년 4월 7일
4. ミュージカル「サヨナラのLOVE SONG」 - 2004년 5월 26일
5. アロハロ！後藤真希DVD - 2004년 8월 4일
6. アロハロ！2 後藤真希DVD - 2006년 3월 29일
7. 劇団シニアグラフィティ 昭和歌謡シアター「横須賀ストーリー」 - 2007년 6월 27일

## 출연

### 텔레비전 드라마
- 마리아 (2001년, 도쿄 방송)
- 이즈의 무용수 (2002년 1월, 도쿄 방송)
- 양파파 (2002년, 도쿄 방송)
- R.P.G. (2003년, NHK 종합 텔레비전, NHK 디지털 위성 하이비전)
- 요시쓰네 (2005년, NHK 종합 텔레비전 · BS1 · BS-hi)
- 마츠모토 세이초 스페셜 유비 (2006년, 니혼 텔레비전 방송망)

### 라디오
- 고맛토 산타가 왔다 *특집방송 (2002년 12월, 닛폰 방송)
- MBS 영타운 토요일 (2003년 4월 19일 ~ 2007년 9월 22일, 마이니치 방송) 준 레귤러
- 고토 마키의 올 나이트 닛폰 (2004년 3월 19일, 닛폰 방송)
- 고토 마키의 마킹킹 RADIO (2004년 4월, 2005년 2월, JFN)
- TBC FUN 후이루도 모레시모 데쉬 (2005년 7월 11일 ~ 7월 22일, 10월 10일 ~ 10월 21일, 12월 5일 ~ 12월 16일, 도호쿠 방송)
- SWEET BLACK Girls (2009년 1월 5일 ~ 9월 30일, j-wave)

### 인터넷
- The moving Radio 고토 마키의 오늘도 곳짱입니다 (2005년 8월 18일 ~ 2006년 8월 25일, 하로프로 on 프렛츠)
- 제6회 하로프로 비디오 차트 (2005년 4월 22일, 하로프로 on 프렛츠)
- 신감각 드라마 “도덕여자단기대학교 에코연” 제2화 “39°C” (2006년 8월 2일 ~ 10월 2일, 인터넷 방송 GyaO)
- Unrecorded (2009년 1월 21일, 유튜브 - Avex Channel)

### 광고
- 라이언 - Ban (2003년 ~ 2004년)
- 로토 제약 - 로토 Zi: φNEW
- 포커 주식회사 - 캔커피의 기간 한정특별 버전
얼굴 일러스트로 알려지는 으로서 만화가 에구치 히사시에 의한 닮은 얼굴로 등장(같은 시기에는 시무라 켄, 사사키 카츠히로).
- 캡콤 - 몬스터 헌터 포터블 3rd HD (2011년)

### 콘서트
- 고토 마키 퍼스트 콘서트 투어 2003 봄 ~고! 맛킨구 GOLD~ (2003년 4월 13일 ~ 6월 20일)
기념 할만한 첫 공연은 유년기에서 친숙한 거리 이치카와시에 있는 이치카와 시 문화 회관.
- 고토 마키 콘서트 투어 2003 가을 ~섹시! 맛킨구 GOLD~ (2003년 9월 6일 ~ 12월 7일)
- 고토 마키 콘서트 투어 2004 봄 ~진정한 황금 발라 버려!~ (2004년 4월 10일 ~ 6월 27일)
- 고토 마키 콘서트 투어 2004 가을 ~아아 마키의 조사~ (2004년 9월 4일 ~ 11월 20일)
- :에도가와 구에서의 개선 공연이 포함되어 있었다.
- 노치우라 나츠미 콘서트 투어 2005 봄 "트라이앵글 에너지" (2005년 4월 10일 ~ 5월 8일)
- 고토 마키 콘서트 투어 2005 가을 ~노선을 달리~ (2005년 9월 23일 ~ 11월 27일)
- 하로☆프로 파티! 2006 ~고토 마키 캡틴 공연~ (2006년 4월 8일 ~ 5월 7일)
- 코프 서비스 주최 하로☆프로 파티! 2006 ~고토 마키 캡틴 공연~ (2006년 5월 13일 ~ 6월 25일)
- 고토 마키 LIVE TOUR 2006 ~G-Emotion~ (2006년 10월 14일 ~ 11월 25일)
2006년 11월 19일 한국 공연(고토 마키 LIVE TOUR 2006 G-Emotion in SEOUL)을 투어의 일환으로 개최.
- 하로☆프로 온 스테이지! 2007 "Rock이에요!"(2007년 2월 9일 ~ 18일)
- 고토 마키 LIVE TOUR 2007 G-EmotionII ~How to use SEXY~ (2007년 9월 15일 ~ 10월 28일)
- "a-nation '08" (2008년 8월 24일 : 오사카 공연이 31일 도쿄 공연)
- a-nation'09 (2009년 8월 15일 : 아이치 공연이 23일 도쿄 공연, 8월 30일 오사카 공연)
- a-nation'10 (2010년 8월 7일 : 에히메 공연, 8월 14일 : 아이치 공연, 8월 22일 : 오사카 공연, 8월 29일 : 도쿄 공연)
- a-nation for life (2011년 7월 30일 : 에히메 공연, 8월 6일 : 에히메 공연, 8월 13일 아이치 공연, 8월 20일 : 오사카 공연, 8월 27일 : 도쿄 공연 )
- 고토 마키 LIVE G-Emotion Final ~For you~ (2011년 12월 4일, 마쿠하리 멧세)

### 뮤지컬
- 켄&메리의 메리켄 가루 온 스테이지! (2003년)
- 작별의 LOVE SONG (2004년)
- 2007 극단 시니어그라피티 제4회 공연 하로프로편 고토 마키 단장 공연 ~쇼와 가요 시어터『요코스카 이야기』~ (2007년)

### 팬클럽 한정 이벤트
- 고토 마키 팬클럽 투어 in 하와이 (2004년 3월 25일 ~ 31일, 2005년 12월 21일 ~ 27일)
- 헬로! 프로젝트 팬클럽 한정 이벤트 (2005년 4월 11일 ~ 13일, 5월 15일 · 21일 · 22일 · 28일 · 29일 퍼시픽 헤븐)
- 캐주얼 디너쇼 (2005년 8월 13일 · 14일 · 20일 · 21일, 9월 11일 · 12일, 10월 13일 · 14일 · 15일, 히로오 라 클로솃)
- 고토 마키 팬 모임 (팬클럽 한정 이벤트) (2005년 6월 11일 · 19일, 2006년 12월 9일 · 10일)

### 영화
- 핀치 런너 (2000년, 도에이) - 하세가와 사나에 역
- 나마타마고 (2002년, 마이타운 디지털 영화 프로젝트)
- 강아지 단의 이야기 (2002년, 도에이)
- 극장판 방가방가 햄토리 햄햄햄쟈! 환상의 공주 (2002년, 도호) - 성우
- 청춘 바카칭 요리학원 (2003년, 도에이)
- Promise Land ~콜롬버스의 대모험~ (2004년 7월 17일 ~ 9월 5일, 후지테레비 오다이바 모험왕 2004년)